# Myristica duplopunctata
Myristica duplopunctata är en tvåhjärtbladig växtart. Myristica duplopunctata ingår i släktet Myristica och familjen Myristicaceae.

## Underarter
Arten delas in i följande underarter:
- M. d. duplopunctata
- M. d. versteeghii